# Hypomelittia hyaloptera
Hypomelittia hyaloptera är en fjärilsart som beskrevs av George Francis Hampson 1919. Hypomelittia hyaloptera ingår i släktet Hypomelittia och familjen glasvingar. Inga underarter finns listade i Catalogue of Life.